# Michał Paluch
Michał Paluch (ur. 14 marca 1967 w Jarocinie) – polski dominikanin, doktor habilitowany nauk humanistycznych w zakresie filozofii.

## Życiorys
W 1982 rozpoczął naukę w  Państwowym Liceum Muzycznym w Poznaniu, a 5 lat później wstąpił do nowicjatu dominikanów w Poznaniu. W 1993 złożył śluby wieczyste. Do 1995 studiował w Kolegium Filozoficzno-Teologicznym Ojców Dominikanów w Krakowie i w tym samym roku został wyświęcony na kapłana. W latach 1996–2000 studiował teologię dogmatyczną na Uniwersytecie we Fryburgu, gdzie 30 kwietnia 2001 uzyskał stopień doktora teologii na podstawie rozprawy „Profundum amoris divini sustinet nos”. Evolution de la doctrine de la prédestination dans l’œuvre de saint Thomas d’Aquin. 26 czerwca 2013 Instytut Filozofii i Socjologii Polskiej Akademii Nauk w Warszawie nadał mu stopień stopień naukowy doktora habilitowanego nauk filozoficznych na podstawie dorobku naukowego i książki Dlaczego Tomasz. 
W latach 2010–2013 był rektorem Kolegium Filozoficzno-Teologicznego Ojców Dominikanów w Krakowie, a w latach 2017–2021 rektorem Papieskiego Uniwersytetu Świętego Tomasza z Akwinu w Rzymie.
23 czerwca 2023 otrzymał honorowy tytuł Mistrza Świętej Teologii. Przyznawany on jest w Zakonie Kaznodziejskim w uznaniu wybitnych osiągnięć w dziedzinie teologii.

## Publikacje
- Dlaczego Tomasz, Instytut Tomistyczny, Warszawa 2012, ISBN 978-83-905171-6-2.
- Traktat o zbawieniu, Towarzystwo „Więź”, Warszawa 2006, ISBN 83-60356-16-5.
- La profondeur de l'amour divin: évolution de la doctrine de la prédestination dans l'oeuvre de saint Thomas d'Aquin, J. Vrin, Paris 2004, ISBN 2-7116-1696-7.